# Bătălia de la Aspern-Essling
Bătălia de la Aspern-Essling reprezintă o confruntare majoră între o armată franceză, condusă de Napoleon I și trupele austriece, conduse de Arhiducele Carol al Austriei. Crezând că armata austriacă se află în retragere, împăratul francez decide să treacă Dunărea folosind drept rampă de lansare insula Lobau, pentru a urmări inamicul. Făcând acest lucru, împăratul Napoleon ajunge să cadă în capcana întinsă de comandantul austriac, care nu intenționa să se retragă ci să opună o rezistență hotărâtă și să nu îi lase pe francezi să treacă fluviul. Austriecii au reușit să distrugă podurile peste Dunăre din zonă, izolând pentru o zi întreagă armata napoleoniană de grosul trupelor, dar nu au reușit să profite de avantajul lor numeric și francezii, după ce au primit întăriri, s-au putut retrage în ordine, în timpul celei de-a doua zile de lupte. Ambele părți au suferit pierderi semnificative, francezii pierzând și doi dintre comandanții cei mai valoroși: mareșalul Lannes și generalul de divizie St. Hilaire, ambii răniți mortal.

## Forțele prezente la bătălie

### Armata austriacă
KK Hauptarmee, sub comanda Arhiducelui Carol al Austriei:
- Coloana 3 (Corpul VI), von Hiller:
  - Avangardă: Nordmann
  - Div. Kottulinsky
  - Div. Vincent

- Coloana 2 (Corpul I), Bellegarde:
  - Div. Fresnel
  - Div. Vogelsang
  - Div. Ulm
  - Div. Notitz

- Coloana 3 (Corpul II), Hohenzollern-Hechingen:
  - Avangardă
  - Div. Brady
  - Div. Weber

- Coloana 4 (o parte din Corpul IV), Rosenberg/Dedovich:
  - Div. Klenau
  - Div. Dedovich

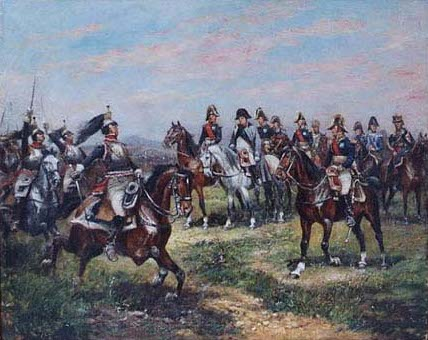
Regimentul 1 de cuirasieri şarjând la Essling, în prezenţa Împăratului Napoleon şi a Mareşalului Masséna.

- Coloana 5 (o parte din Corpul IV), Rosenberg/Hohenlohe:
  - Avangardă: Rohan
  - Div. Hohenlohe

- Corpul de Rezervă, Liechtenstein:
  - Div. Hessen-Homburg
  - Div. Kienmayer
  - Div. de grenadieri Lindenau
  - Div. de grenadieri d'Aspre

TOTAL: 99 000 de oameni; 84 000 infanterie, 14 250 cavalerie, 288 de tunuri

### Armata franceză
Grande Armée d'Allemagne, sub conducerea Împăratului Napoleon I:
- Garda Imperială:
  - Div. 1 (Tânără Gardă): Curial
  - Div. 2 (Veche Gardă): Dorsenne
  - Div. 3 (cavalerie): Arrighi

- Corpul II, Lannes  † :
  - Div. Tharreau
  - Div. Claparède
  - Div. Saint-Hilaire  †

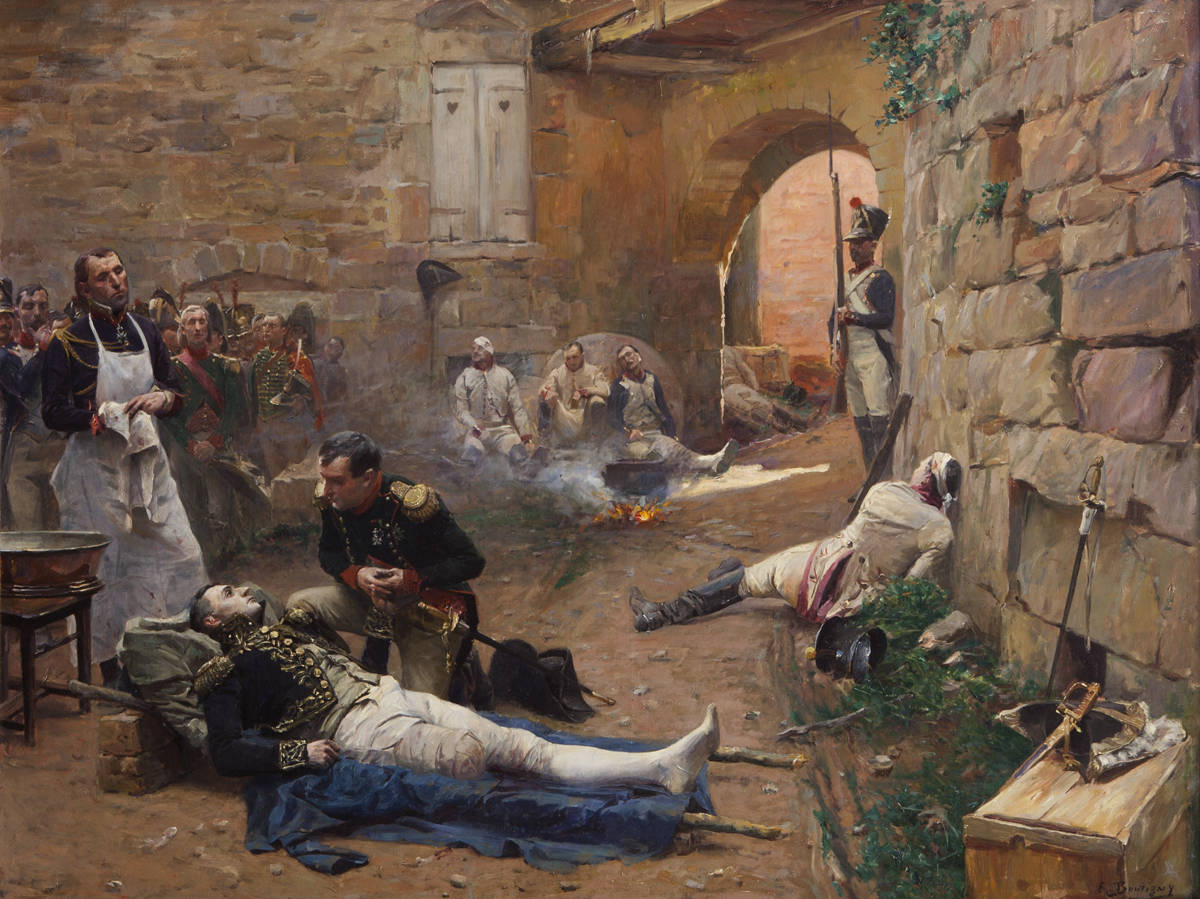
Napoleon alături de Mareşalul Lannes, rănit mortal pe 22 mai 1809.

  - Div. de Rezervă Demont (neangajată)

- Corpul IV, Masséna:
  - Div. Legrand
  - Div. Carra Saint-Cyr
  - Div. Molitor
  - Div. Boudet
  - Brig. Marulaz
  - Div. Lasalle

- Corpul de cavalerie de rezervă, Bessières:
  - Div. Nansouty
  - Div. Saint-Sulpice
  - Div. d'Espagne  †

TOTAL (pentru 22 mai): 77 000 de oameni; 67 000 infanterie, 10 000 cavalerie, 152 de tunuri